# Duinvogelmuur
Duinvogelmuur (Stellaria pallida) is een eenjarige plant die behoort tot de anjerfamilie (Caryophyllaceae). De plant komt van nature voor in Eurazië.

## Determinatie
De geelgroene plant wordt 8–20 cm hoog. De ronde stengel heeft één rij haren. De eironde, toegespitste bladeren zijn niet langer dan 7 mm en de onderste bladeren zijn gesteeld.
Duinvogelmuur bloeit van maart tot mei met 4–5 mm grote, groene bloemen. De bloemen staan nooit wijd open. De kroonbladen zijn klein of niet aanwezig. De kelkbladen zijn 2,0–3,5 mm lang. De bloem heeft een tot drie meeldraden met grauwviolette helmhokjes. De stijl is 0,2-0,4 mm lang.
De vrucht is een eenhokkige doosvrucht. De lichtbruine zaden zijn 0,6–0,8 mm lang.

## Ecologie
De plant komt voor op droge, mesotrofe grond op bouwland, onder struikgewas en in bermen.

## Namen in andere talen
- Duits: Bleiche Vogelmiere
- Engels: Lesser Chickweed
- Frans: Stellaire pâle